# Lamar (Colorado)
Lamar é uma cidade localizada no estado americano do Colorado, no Condado de Prowers.

## Demografia
Segundo o censo americano de 2000, a sua população era de 8869 habitantes.
Em 2006, foi estimada uma população de 8356, um decréscimo de 513 (-5.8%).

## Geografia
De acordo com o United States Census Bureau tem uma área de
11,0 km², dos quais 11,0 km² cobertos por terra e 0,0 km² cobertos por água.

## Localidades na vizinhança
O diagrama seguinte representa as localidades num raio de 48 km ao redor de Lamar.